# Zabol (Verwaltungsbezirk)
Zabol (persisch زابل, DMG Zābol) ist ein Schahrestan (persisch شهرستان)  in der iranischen Provinz Sistan und Belutschistan. Er enthält die Stadt Zabol, welche die Hauptstadt des Verwaltungsbezirks ist. 

## Demografie
Bei der Volkszählung 2016 betrug die Einwohnerzahl des Schahrestan 165.666. Die Alphabetisierung lag bei 88 Prozent der Bevölkerung. Knapp 84 Prozent der Bevölkerung lebten in urbanen Regionen.
| Zensusjahr | Einwohnerzahl |
| ---------- | ------------- |
| 2011       | 172.370       |
| 2016       | 165.666       |